# Donacia galaica
Donacia galaica é uma espécie de insetos coleópteros polífagos pertencente à família Chrysomelidae.
A autoridade científica da espécie é Baguena, tendo sido descrita no ano de 1959.
Trata-se de uma espécie presente no território português.